# Nîva, Sakî
Nîva (în ucraineană Нива) este un sat în comuna Kolțove din raionul Sakî, Republica Autonomă Crimeea, Ucraina.

## Demografie
Componența lingvistică a localității Nîva
     Rusă (61,08%)
     Ucraineană (23,65%)
     Tătară crimeeană (13,05%)
Conform recensământului din 2001, majoritatea populației localității Nîva era vorbitoare de rusă (61,08%), existând în minoritate și vorbitori de ucraineană (23,65%) și tătară crimeeană (13,05%).